# حمض التيلودرونيك
حمض التيلودرونيك (بالإنجليزية: Tiludronic acid)‏ هو دواء يُستعمل في علاج:
- داء باجت الثديي (منذ 7 مارس 1997)[9]